# Eurycorypha ornatipes
Eurycorypha ornatipes är en insektsart som beskrevs av Karsch 1890. Eurycorypha ornatipes ingår i släktet Eurycorypha och familjen vårtbitare. Inga underarter finns listade i Catalogue of Life.